# Welcome to the Cruel World
 (juillet 2020).
Si vous disposez d'ouvrages ou d'articles de référence ou si vous connaissez des sites web de qualité traitant du thème abordé ici, merci de compléter l'article en donnant les références utiles à sa vérifiabilité et en les liant à la section « Notes et références ».
Albums de Ben Harper
Pleasure and Pain
(1992) Fight for Your Mind
(1995)
Singles
1. Like A King / Whipping Boy
Sortie : 1994

Welcome to the Cruel World est un album de Ben Harper, sorti en 1994. C'est son premier véritable album studio, enregistré pour Virgin Records. Auparavant, Ben Harper avait sorti le disque vinyle Pleasure and Pain.
Welcome to the Cruel World' est l'album qui l'a fait connaître en France, où il s'est vendu plus de 300,000 exemplaires (disque de platine).

## Liste des titres
1. The Three Of Us          (2:35)
2. Whipping Boy              (5:31)
3. Breakin' Down               (3:59)
4. Don't Take That Attitude To Your Grave   (4:24)
5. Waiting On An Angel               (3:52)
6. Mama's Got A Girlfriend Now              (2:28)
7. Forever                          (3:21)
8. Like A King                      (4:17)
9. Pleasure And Pain                    (3:44)
10. Walk Away                  (3:48)
11. How Many Miles Must We March           (3:07)
12. Welcome To The Cruel World            (5:37)
13. I'll Rise                           (6:17)